# Mílton Antônio dos Santos
Mílton Antônio dos Santos SDB (ur. 23 września 1946 w Campos do Jordão) – brazylijski duchowny katolicki, arcybiskup Cuiabá w latach 2004–2022.

## Życiorys
22 grudnia 1974 otrzymał święcenia kapłańskie w zgromadzeniu księży salezjanów. Pracował przede wszystkim jako dyrektor wielu placówek salezjańskich w Brazylii. W latach 1994–1995 był także mistrzem nowicjatu w São Carlos.

### Episkopat
31 maja 2000 został mianowany biskupem ordynariuszem diecezji Corumbá. Sakry biskupiej udzielił mu kard. Cláudio Hummes.
4 czerwca 2003 papież Jan Paweł II mianował go koadiutorem archidiecezji Cuiabá. Rządy w diecezji objął 9 czerwca 2004.